# Плезант-Плейн (Огайо)
Плезант-Плейн (англ. Pleasant Plain) — селище (англ. village) в США, в окрузі Воррен штату Огайо. Населення — 129 осіб (2020).

## Географія
Плезант-Плейн розташований за координатами 39°16′42″ пн. ш. 84°6′44″ зх. д. / 39.27833° пн. ш. 84.11222° зх. д. (39.278433, -84.112115).  За даними Бюро перепису населення США в 2010 році селище мало площу 0,42 км², уся площа — суходіл.

## Демографія
Згідно з переписом 2010 року, у селищі мешкали 154 особи в 58 домогосподарствах у складі 42 родин. Густота населення становила 367 осіб/км².  Було 61 помешкання (145/км²).
Расовий склад населення:
| - 97,4 % — білих - 1,9 % — чорних або афроамериканців |

До двох чи більше рас належало 0,6 %. Частка іспаномовних становила 0,0 % від усіх жителів.
За віковим діапазоном населення розподілялося таким чином: 24,0 % — особи молодші 18 років, 64,3 % — особи у віці 18—64 років, 11,7 % — особи у віці 65 років та старші. Медіана віку мешканця становила 32,0 року. На 100 осіб жіночої статі у селищі припадало 108,1 чоловіків;  на 100 жінок у віці від 18 років та старших — 98,3 чоловіків також старших 18 років.
За межею бідності перебувало 18,4 % осіб, у тому числі 33,3 % дітей у віці до 18 років та 0,0 % осіб у віці 65 років та старших.
Цивільне працевлаштоване населення становило 79 осіб. Основні галузі зайнятості: роздрібна торгівля — 26,6 %, виробництво — 21,5 %, науковці, спеціалісти, менеджери — 15,2 %.